# Jérôme Bonaparte
Jérôme-Napoléon Bonaparte (Tên khai sinh: Girolamo Buonaparte; 15 tháng 11 năm 1784 - 24 tháng 6 năm 1860) là em trai út của Hoàng đế Napoleon I, được đưa lên làm vua của Vương quốc Westphalia từ 08/07/1807 - 26/10/1813 với vương hiệu Jerome Napoléon I (tên chính thức trong tiếng Đức là Hieronymus Napoléon). Sử gia Owen Connelly nhận định rằng: với những thành công về quân sự, tài chính và chính trị, Jerome được xem là một người thân cận trung thành, mang lại nhiều hữu ích đối với Napoleon.
Từ năm 1816 trở đi, ông được mang tước hiệu Thân vương xứ Montfort. Sau năm 1848, khi cháu trai của ông, Louis Napoléon trở thành Tổng thống của Đệ Nhị Cộng hòa Pháp, Jerome đã tham gia lại chính trường, từ năm 1850 ông giữ chức Thống chế Pháp, và từ năm 1852 ông là Chủ tịch Thượng viện Pháp. Jerome là người duy nhất trong số các anh chị em của Hoàng đế Napoleon sống đủ lâu để thấy sự ra đời của Đệ Nhị Đế chế Pháp và sự phục hưng của Hoàng tộc Bonaparte.
Nhà sử học Owen Connelly chỉ ra những thành công về tài chính, quân sự và điều hành của ông và từ đó kết luận ông là một tài sản trung thành và hữu ích của Hoàng đế Napoléon. Những nhà sử học khác, bao gồm cả Helen Jean Burn, đã dẫn ra những thất bại quân sự của Jérôme, bao gồm cả sự nghiệp ảm đạm trong hải quân Pháp với phần lớn thời gian nằm trong giai đoạn gần như leo thang chiến tranh với Anh về một sự cố ở Tây Ấn và những lo ngại ích kỷ của ông đã dẫn đến cái chết của hàng chục nghìn người trong thời kỳ đó. Trong cuộc xâm lược của Pháp vào nước Nga khi ông không cung cấp hỗ trợ quân sự như Napoléon đã tính đến cho chiến dịch của mình; hơn nữa, chứng nghiện chi tiêu của ông đã dẫn đến những thảm họa tài chính cá nhân và quốc gia, với những khoản nợ cá nhân lớn của ông được các thành viên trong gia đình bao gồm Napoléon, mẹ ông và cả hai người cha vợ đầu tiên của ông phải trả nhiều lần, đồng thời kho bạc của Vương quốc Westphalia trống rỗng. Nhìn chung, hầu hết các nhà sử học đều đồng ý rằng ông là người anh em thất bại nhất của Napoléon.
Trước khi kết thúc sự nghiệp hải quân ở châu Mỹ và trở về Pháp, Jérôme đã kết hôn với một cô gái người Mỹ là Elizabeth Patterson, con gái của một doanh nhân giàu có ở Baltimore. Tuy nhiên, cuộc hôn nhân này không được Hoàng đế Napoleon đồng ý, Elizabeth lúc đó đang mang thai không được đặt chân vào đất Pháp nên phải quay trở lại Hoa Kỳ cùng với đứa con mới sinh của mình. Jérôme ở lại Pháp và chấp nhận cuộc hôn nhân được anh trai sắp đặt với con gái của vua Württemberg là Vương nữ Katharina. Sau này, cháu trai của ông với Elizabeth tại Mỹ làm đến chức bộ trưởng trong chính phủ liên bang.

## Cuộc sống đầu đời
Jerome sinh ra ở Ajaccio, Corsica, là người con thứ 8 và cuối cùng (con trai thứ năm sống đến tuổi trưởng thành) của Carlo Buonaparte và vợ Letizia Ramolino. Các anh chị của ông gồm: Joseph Bonaparte, Napoleon Bonaparte, Lucien Bonaparte, Élisa Bonaparte, Louis Bonaparte, Pauline Bonaparte và Caroline Bonaparte.
Ông theo học tại Trường Cao đẳng Công giáo Juilly và Trường Cao đẳng Lay tại Irish College ở Paris, và sau đó phục vụ trong Hải quân Pháp trước khi đến Hoa Kỳ. Vào đêm Giáng sinh ngày 24/12/1803, Jerome lúc đó 19 tuổi đã kết hôn với Elizabeth "Betsy" Patterson (1785 - 1879) lúc ấy 18 tuổi, là con gái của một chủ tàu và thương gia giàu có, William Patterson, ở Baltimore (thành phố lớn thứ 3 của Mỹ).
Người anh trai Napoleon Bonaparte lúc đó là Đệ nhất Tổng tài của Đệ Nhất Cộng hòa Pháp không chấp nhận cuộc hôn nhân của em trai Jerome và Elizabeth, nên ông đã thuyết phục Giáo hoàng Piô VII huỷ bỏ sự công nhận của cuộc hôn nhân này, tuy nhiên Giáo hoàng đã từ chối, vì vậy ông đã tự mình đơn phương tuyên bố không công nhận (theo một sắc lệnh của Đệ Nhất Đế chế Pháp, vào ngày 11/03/1805 - lúc đó Napoleon đã là Hoàng đế). Vào thời điểm đó Jerome đang cùng vợ trên đường từ Mỹ về châu Âu, lúc ấy Elizabeth đang mang thai đứa con đầu lòng. Họ đã đáp tàu đến Bồ Đào Nha một quốc gia đang trung lập, và từ đây Jerome lên đường để đến Ý hòng thuyết phục anh trai công nhận cuộc hôn nhân. Elizabeth đã cố gắng đi thuyền đến Amsterdam với hy vọng được đặt chân đến Pháp bằng đường bộ để đứa con của họ được sinh ra trên đất Pháp, nhưng Hoàng đế Napoleon I đã cấm con tàu vào bến cảng. Elizabeth phải đến Vương quốc Anh và đứa con đầu lòng của họ là Jérôme Napoléon Bonaparte (1805–1870) đã được sinh ra ở đó.
Vì Hoàng đế Napoleon quá kiên quyết nên Jerome đã phải phục tùng theo yêu cầu là li hôn với Elizabeth, sau đó cô và con trai đã trở về Mỹ. Đến năm 1815 Elizabeth mới tuyên bố ly hôn với Jerome theo một sắc lệnh và đạo luật đặc biệt của Quốc hội Bang Maryland.

## Vua Westphalia

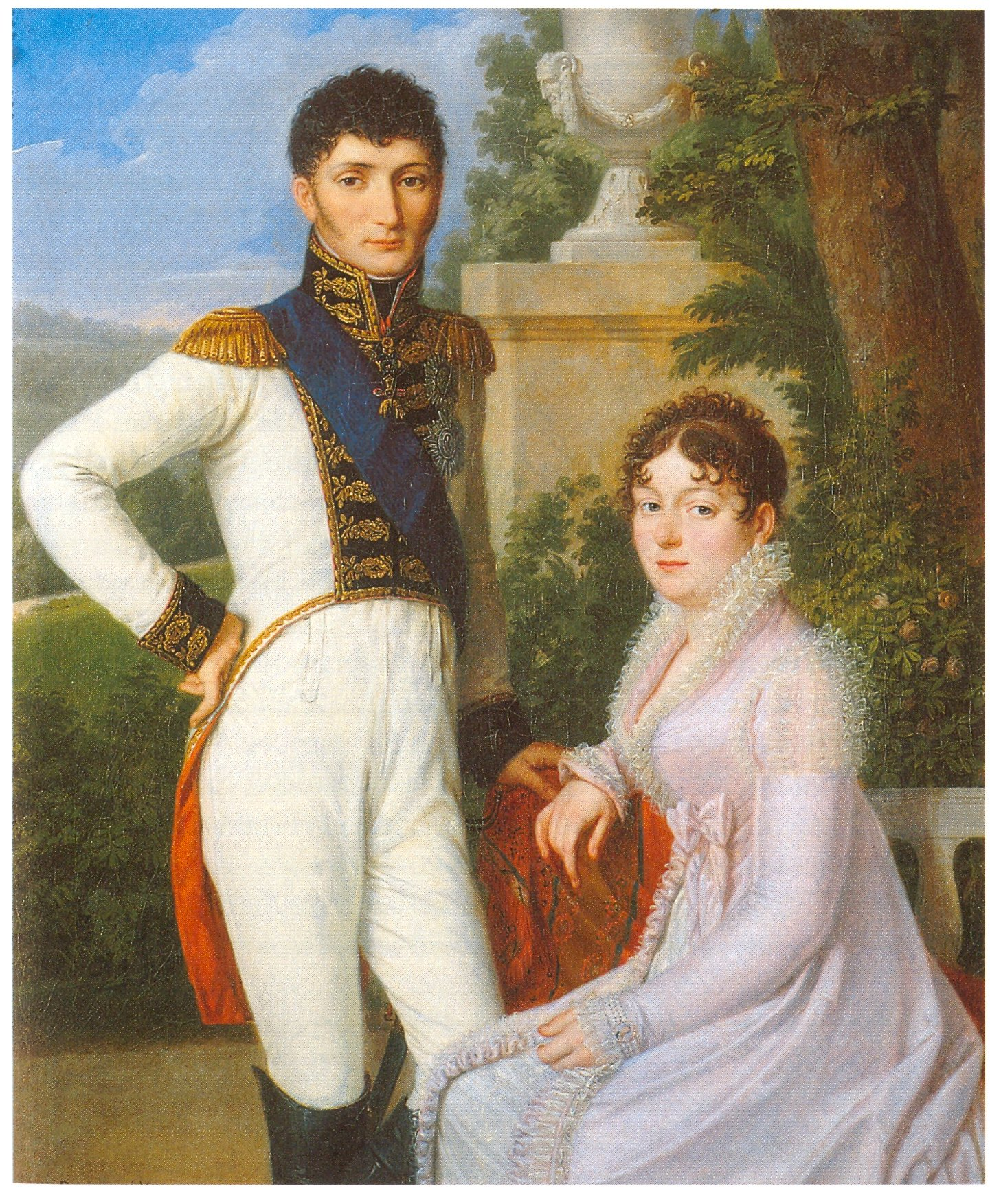
Jérôme Bonaparte, Vua Westphalia, và Vương hậu Katharina

Hoàng đế Napoleon Bonaparte đã đưa ông lên làm vua Vương quốc Westphalia, một vương quốc có thời gian tồn tại ngắn ngủi (1807 - 1813) do vị hoàng đế này tạo ra từ lãnh thổ của một số công quốc ở Tây Bắc nước Đức thuộc Đế quốc La Mã Thần thánh. Sau khi Napoleon và các đồng minh thất trận tại châu Âu, các công quốc thế tục được khôi phục, xoá bỏ sự tồn tại của Vương quốc Westphalia, những lãnh thổ cũ của Đế chế La Mã Thần thánh đã được tổ chức lại thành Bang liên Đức do Đế quốc Áo đứng đầu.
Vương quốc Westphalia của Jerome có thủ đô đặt tại Kassel và vị vua của vương quốc đã chấp thuận một cuộc hôn nhân theo sự sắp xếp của anh trai mình với Katharina của Württemberg, con gái vua Friedrich I của Württemberg. Cuộc hôn nhân với một vương nữ Đức nhằm mục đích nâng cao vị thế triều đại của vị vua trẻ người Pháp.
Khi Jérôme và Katharina đến Kassel, những cung điện nguy nga đã bị cướp bóc. Do đó, họ đã đặt hàng một loạt đồ nội thất, vật dụng sang trọng và đắt tiền từ các nhà sản xuất hàng đầu của Paris. Các nghệ nhân địa phương, háo hức với tiền hoa hồng, đã bắt đầu cho sản xuất những đồ dùng sang trọng theo phong cách Pháp. Nhà vua cũng có ý định tân trang lại kinh đô của mình về mặt kiến trúc, và nhà hát cung đình nằm trong số ít các dự án được thực hiện. Jérôme đã sử dụng thiết kế của Leo von Klenze và xây dựng bên cạnh dinh thự mùa hè, trước đây được gọi là "Wilhelmshöhe", được đổi thành "Napoléonshöhe". Để nhấn mạnh bản thân mình với tư cách là một nhà cai trị, và ông cũng thích vẽ chân dung của mình, Jérôme đã đặt những bức chân dung hoành tráng vẽ bản thân và người phối ngẫu của mình, Vương hậu Catharina. Những bức tranh khác là để kỷ niệm chiến tích quân sự của ông, với nhiều họa sĩ nổi tiếng nhất của Pháp thời bấy giờ.
Là một quốc gia vệ tinh của Đệ Nhất Đế chế Pháp, Vương quốc Westphalia được Hoàng đế Napoleon kỳ vọng sẽ trở thành tấm gương cho các quốc gia khác của Đức. Nó thông qua hiến pháp và cũng là nơi xây dựng mô hình Nghị viện/Quốc hội đầu tiên trên lãnh thổ của Đức. Jérôme đã cho mang phong cách đế chế từ Paris đến Wesphalia, mang đến cho nhà nước mới này một diện mạo hiện đại và mang tính biểu tượng. Do đó, vương quốc nhỏ bé này đã nhận được nhiều sự chú ý hơn kể từ Hiệp ước Westphalia nổi tiếng, kết thúc Chiến tranh Ba mươi năm một trăm sáu mươi năm trước đó vào năm 1648. Nhờ những nỗ lực này của Vua Jerome, Kassel đã tổ chức một cuộc thay đổi văn hóa to lớn.
Tuy nhiên, thói quen tiêu sài phung phí của Jérôme khiến ông bị anh trai là Hoàng đế Napoléon ngán ngẩm. Chính phủ của ông phải chi trả những chi phí tương đương với triều đình của Napoléon (giám sát một lãnh thổ rộng lớn hơn và quan trọng hơn), và Napoléon từ chối hỗ trợ tài chính cho Jérôme.
Năm 1812, Jérôme được trao quyền chỉ huy một quân đoàn của Grande Armée, hành quân về phía Minsk. Nhưng vị vua trẻ này nhất quyết muốn hoàn thành chuyến du lịch vòng quanh đất nước của mình tước, Napoléon khiển trách Jerome, ra lệnh cho anh ta rời khỏi ngay Wesphalia và để lại những cạm bẫy sang trọng ở phía sau. Sau trận Mir (1812), Jérome chiếm lâu đài Mir. Theo lệnh của Napoléon, Jérôme quay trở lại với toàn bộ triều thần của mình và đi tàu đến Westphalia. Sau thất bại ở Nga trong mùa đông năm sau, Jerome kiến nghị với Napoléon cho phép vợ ông đến Paris, vì lo sợ trước sự tiến công của quân đội Đồng minh. Sau 2 lần thỉnh cầu, Napoléon đã cho phép.
Jérôme tái gia nhập quân đội một thời gian ngắn vào năm 1813, khi vương quốc của ông đang bị đe dọa từ phía Đông bởi quân đội đồng minh đang tiến của Vương quốc Phổ và Đế quốc Nga. Ông đã dẫn đầu một lực lượng nhỏ để đương đầu với các đạo quân này. Sau một cuộc đụng độ với một toán quân địch, ông cho toàn quân dựng trại, hy vọng có quân tiếp viện từ quân đội Pháp ở phía Tây. Tuy nhiên, trước khi quân tiếp viện đến, lực lượng đồng minh chính đã chiếm được thủ đô Kassel. Vương quốc Westphalia bị tuyên bố giải thể và vương quyền của Jérôme chấm dứt. Sau đó, ông chạy trốn về Pháp để đoàn tụ với vương hậu của mình ở Paris. Sau thất bại cuối cùng của Napoléon vào năm 1815, quân Đồng minh sẽ tổ chức lại các vùng lãnh thổ của Westphalia trước đây cùng với các nhà nước còn lại của Đức thành Bang liên Đức với sự lãnh đạo của Đế quốc Áo.

## Triều đại Một trăm ngày

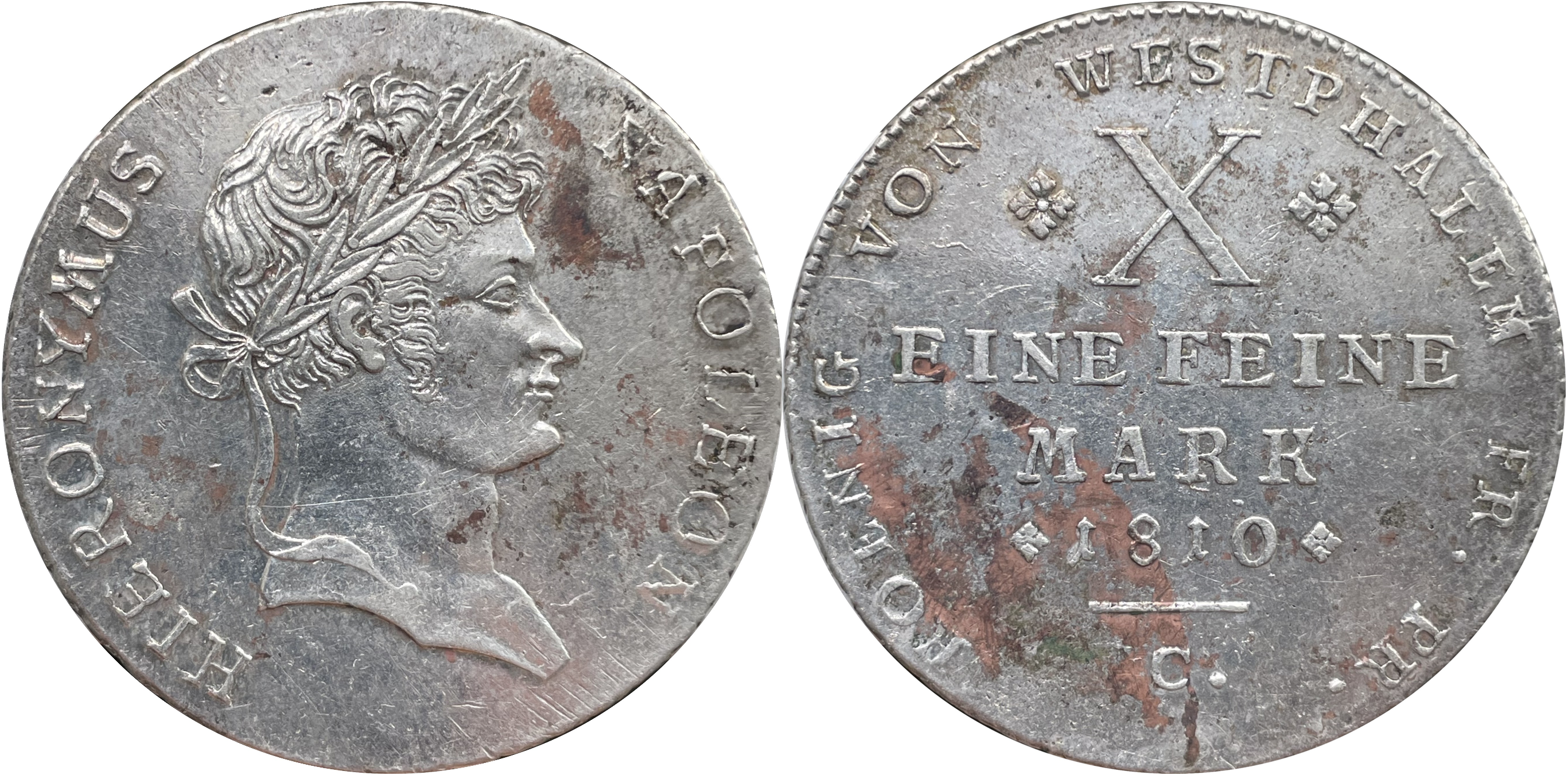
Xu bạc: 1 thaler Vương quốc Westphalia với chân dung của Jerome Bonaparte ở mặt trước xu

Trong "Triều đại Một trăm ngày", Napoléon bổ nhiệm Jérôme vào quyền chỉ huy Sư đoàn 6 của Quân đoàn II dưới quyền của Tướng Honoré Charles Reille. Tại Trận Waterloo, sư đoàn của Jérôme sẽ thực hiện một cuộc tấn công ban đầu vào Hougoumont. Người ta nói rằng Napoléon muốn thu hút các khu dự trữ của Công tước xứ Wellington. Dù mục đích là gì, Jérôme vẫn được phép mở rộng cuộc tấn công sao cho sư đoàn của anh ta hoàn toàn tham gia vào việc cố gắng chiếm Hougoumont để loại trừ bất kỳ cuộc triển khai quân nào khác có thể xảy ra, mà không làm suy yếu đáng kể trung tâm của Wellington.

## Cuối đời

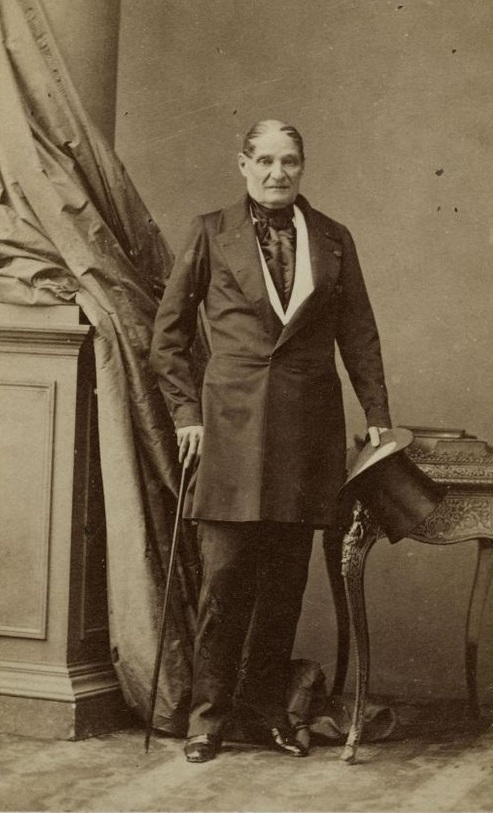
Jérôme Bonaparte được chụp ảnh vào những năm 1850 bởi Disdéri

Mặc dù Catharina biết Jérôme có thói trăng hoa và nhiều vấn đề nhưng cô vẫn trung thành với chồng mình. Họ có hai con trai, Vương tử Jérôme Napoléon Charles Bonaparte (1814–1847) và Vương tử Napoléon-Jérôme Bonaparte (1822–1891), còn được gọi là "Thân vương Napoléon" hoặc "Plon-Plon." Người con thứ ba của họ là một cô con gái, Công chúa Mathilde Bonaparte, là một bà chủ nổi tiếng trong và sau Đệ Nhị Đế chế Pháp của Napoléon III (1852–70).
Sau khi vương quốc của ông bị giải thể, Jérôme được cha vợ, Vua Friedrich I của Württemberg ban cho tước hiệu "Thân vương xứ Montfort" (tiếng Pháp: Prince de Montfort)  vào tháng 7 năm 1816.  Trước đây, Vua Frederick đã buộc Jérôme và vợ ông phải rời khỏi đất nước vào năm 1814. Trong thời gian sống lưu vong, họ đã đến thăm Hoa Kỳ (lần thứ hai ông đến đây). Jérôme sau đó trở về Pháp và tham gia cùng Napoléon trong nỗ lực khôi phục lại Đế chế trong "Triều đại Một trăm ngày". Sau đó, Jérôme chuyển đến Ý, nơi ông kết hôn với người vợ thứ ba, Giustina Pecori-Suárez. Cô là góa phụ và là một Nữ Hầu tước người Ý.
Năm 1848, cháu trai của ông, Louis Napoléon, trở thành Tổng thống của Đệ Nhị Cộng hòa Pháp. Jérôme được bổ nhiệm làm Thống đốc Điện Invalides ở Paris, nơi chôn cất của Napoléon I. Khi Louis Napoléon trở thành hoàng đế với đế hiệu là Napoléon III, Jérôme được công nhận là người thừa kế ngai vàng của Đệ Nhị Đế chế Pháp cho đến khi con trai của Hoàng đế Napoléon và Eugène ra đời. Jérôme được phong Thống chế Pháp năm 1850, giữ chức Chủ tịch Thượng viện năm 1852, và được phong "Prince Français".
Jérôme Bonaparte qua đời vào ngày 24 tháng 6 năm 1860, tại Villegenis, Pháp (ngày nay được gọi là Massy, Essonne). Ông được chôn cất tại Điện Invalides.
Cháu trai của ông, Charles Joseph Bonaparte (con trai của Jerome "Bo" Napoléon Bonaparte, 1805–1870), từng là Bộ trưởng Hải quân Hoa Kỳ và Bộ trưởng Tư pháp Hoa Kỳ trong chính quyền của Tổng thống Theodore Roosevelt, 1901–1909. Năm 1908, ông thành lập Cục Điều tra thuộc Bộ Tư pháp. Cục phát triển dưới thời giám đốc J. Edgar Hoover và được đổi tên thành Cục Điều tra Liên bang (F.B.I) vào năm 1935.
Một người cháu khác là Jerome Napoleon Bonaparte II, (1829–1893). Vào đầu những năm 1850, ông tốt nghiệp Học viện Quân sự Hoa Kỳ tại West Point, được đặt làm sĩ quan trong Quân đội Hoa Kỳ, và phục vụ với Mounted Rifles ở Texas trên biên giới Tây Nam Hoa Kỳ. Cuối cùng, ông đã từ chức và gia nhập lực lượng của người anh em họ của mình, Hoàng đế Napoléon III trong Đệ Nhị Đế chế Pháp.
Trong số những đứa con ngoài giá thú của Jérôme Bonaparte có Nữ Nam tước Jenny von Gustedt, tên khai sinh là Jeromée Catharina Rabe von Pappenheim (1811–1890). Bà là bà ngoại của nhà văn Nữ quyền và Xã hội Đức Lily Braun.

## Trong tiểu thuyết và văn hoá đại chúng
Bộ phim hài Đức năm 1923 The Little Napoleon dựa trên cuộc đời của ông, do Paul Heidemann thủ vai.
Trong loạt phim truyền hình Hornbutter, Jerome được nam diễn viên người Anh David Birkin thủ vai. Tập cuối (Nhiệm vụ) giới thiệu Jérôme và Elizabeth ('Betsy'). Lênh đênh trên một chiếc thuyền, họ được tàu của Thuyền trưởng Hornbutter đón; Jérôme đóng giả là một công dân Thụy Sĩ vô hại, nhưng Hornbutter đã xác định được danh tính của anh ta. Sau nhiều động thái ngoại giao, chính phủ Anh quyết định rằng Jérôme rốt cuộc không có tầm quan trọng chính trị nào, và anh ta được phép trở về Pháp trong khi Elizabeth được đưa lên một con tàu Mỹ đi ngang qua.
Cuộc hôn nhân của Jerome và Betsy được miêu tả trong cuốn tiểu thuyết lịch sử "Quý bà Bonaparte đầy tham vọng" của Ruth Hull Chatlien, xuất bản năm 2013.
Trong bộ phim Hearts Divided năm 1936, Jerome do Dick Powell thể hiện. Elizabeth Patterson do Marion Davies thủ vai, với Claude Rains trong vai Hoàng đế Napoléon.

## Gia đình
Hậu duệ của Jérôme Bonaparte và Elizabeth Patterson
- Jérôme Napoléon Bonaparte (1805–1870)
  - Jerome Napoleon Bonaparte II (1830–1893)
    - Louise-Eugénie Bonaparte (1873–1923)
    - Jerome Napoleon Charles Bonaparte (1878–1945)

  - Charles Joseph Bonaparte (1851–1921)

Hậu duệ của Jérôme Bonaparte và Katharina của Württemberg
- Jérôme Napoléon Charles Bonaparte (1814–1847)
- Mathilde Bonaparte (1820–1904), đã kết hôn Anatole Demidoff, Thân vương thứ nhất xứ San Donato
- Napoléon-Jérôme Bonaparte (1822–1891), kết hôn với Maria Clotilde của Ý
  - Napoléon Victor Bonaparte (1862–1926), kết hôn với Clémentine của Bỉ
    - Clotilde Bonaparte (1912–1996), married Serge de Witt
    - Louis Bonaparte (1914–1997), kết hôn với Alix de Foresta
      - Charles Bonaparte (1950–), kết hôn với Béatrice của Bourbon-Hai Sicilia, Jeanne-Françoise Valliccioni
        - Caroline Napoléon Bonaparte (1980–)
        - Jean-Christophe Napoléon Bonaparte (1986–), kết hôn với Olympia von und zu Arco-Zinneberg
          - Louis Charles Napoléon Bonaparte (2022–)

        - Sophie Cathérine Bonaparte (1992–)

      - Catherine Bonaparte (1950–), kết hôn vớiMarquis Nicola di San Germano, Jean Dualé
      - Laura Bonaparte (1952–), kết hôn với Jean-Claude Leconte
      - Jérôme Xavier Bonaparte (1957–)

  - Napoléon Louis Joseph Jérôme Bonaparte (1864–1932)
  - Maria Letizia Bonaparte (1866–1926), kết hôn với Amedeo, Thân vương thứ nhất xứ Aosta

## Vinh danh
- Second French Empire: Baton của Maréchal de France
- Second French Empire: Médaille militaire
- Second French Empire: Hạng nhất của Bắc Đẩu Bội tinh
- First French Empire: Hạng nhất của Bắc Đẩu Bội tinh
- First French Empire: Hạng nhất của Huân chương Vương miệng Sắt
- First French Empire: Hạng nhất của Huân chương Reunion
- Netherlands: Hạng nhất của Huân chương Liên minh
- Bản mẫu:Country data Westphalia: Grand Master và Grand Croix của Huân chương Vương miệng Westphalia
- Belgium: Grand Cordon của Huân chương Leopold, 9 tháng 6 năm 1855[14]
- Württemberg: Thập tự lớn Huân chương Quân công, 18 tháng 1 năm 1807[15]
- Württemberg: Thập tự lớn của Huân chương Vương miệng Württemberg Crown[16]
- Grand Duchy of Hesse: Thập tự lớn của Huân chương Ludwig, tháng 8 năm 1810[17]
- Kingdom of Saxony: Hiệp sĩ của Huân chương Rue Crown, 1807[18]
- Denmark: Hiệp sĩ của Huân chương Voi, 22 tháng 3 năm 1811[19]
- Sardinia: Hiệp sĩ của Huân chương Truyền tin, 29 tháng 11 năm 1855[20]